# Ґостково (Пшасниський повіт)
Ґостково (пол. Gostkowo) — село в Польщі, у гміні Пшасниш Пшасниського повіту Мазовецького воєводства.
Населення — 286 осіб (2011).
У 1975-1998 роках село належало до Остроленцького воєводства.

## Демографія
Демографічна структура станом на 31 березня 2011 року:
|          | Загалом | Допрацездатний вік | Працездатний вік | Постпрацездатний вік |
| -------- | ------- | ------------------ | ---------------- | -------------------- |
| Чоловіки | 145     | 32                 | 99               | 14                   |
| Жінки    | 141     | 37                 | 73               | 31                   |
| Разом    | 286     | 69                 | 172              | 45                   |